# Perham Down
Perham Down – wieś w Anglii, w hrabstwie Wiltshire. Leży 22 km na północny wschód od miasta Salisbury i 109 km na zachód od Londynu.